# Åskollen
Åskollen er en del af bydelen Tangen/Åskollen i Drammen (Buskerud). Den ligger helt syd og tilhørte Skoger kommune frem til 1964.
59°43′N 10°16′Ø / 59.71°N 10.26°Ø